# José Luis Garza Ochoa
José Luis Garza Ochoa (Monterrey, 11 de enero de 1974). Es un político mexicano, miembro del Partido Revolucionario Institucional, ha sido Diputado y escalonado todos los puestos dentro de la organización Juvenil del PRI.
José Luis Garza Ochoa, es abogado egresado de la Universidad Autónoma de Nuevo León, cuenta con dos posgrados en Ciencia Política y Relaciones Internacionales, ha destacado como líder juvenil del PRI, en el estado de Nuevo Leon y a nivel nacional, siendo Secretario de organización del Frente Juvenil Revolucionario. Ha sido electo, Regidor y Sindico del Ayuntamiento de Guadalupe y actualmente se desempeña como Secretario de Gestión social del Comité Directivo Estatal del PRI y Diputado por el Estado de Nuevo Leon, México, para el periodo constitucional del 2015-2018 maestro de la UANL y presidente del colegio de Jurisprudencia y estudios legislativos ac.
José Luis Garza Ochoa, Especialista en temas de Humanismo, Comunicación y Viajes como una forma de vida. Se ha desempeñado como Apoderado de Telefónica Móviles México, Alcatel de México, Radio Móvil Dipsa y Nextel de México.
- Datos: Q5941360